# Halles de Corbeil
Les halles de Corbeil sont un édifice situé à Corbeil-Essonnes, en France.

## Localisation
Les halles se situent sur la place du Comte-Haymond dans le centre historique de Corbeil-Essonnes.

## Historique
Les halles actuelles datent de la fin du XIXe siècle.
L'édifice est inscrit au titre des monuments historiques depuis le 16 février 1987.